# 米哈伊利夫卡 (德拉比夫市鎮)
49°55′27″N 32°10′41″E / 49.92417°N 32.17806°E
米哈伊利夫卡（烏克蘭語：Михайлівка）是位於烏克蘭中部的村莊，由切爾卡瑟州佐洛托諾沙區的德拉比夫市鎮負責管轄。該村始建於十七世紀，面積20.9平方公里，海拔高度108米，2009年人口1,059，人口密度每平方公里50.8人。